# MTV Europe Music Awards 1998
Церемонія нагородження MTV Europe Music Awards 1998 відбулася в місті Ассаго, неподалік від Мілана, Італія. Ведучою шоу були колишня модель Playboy, актриса та комік Дженні Маккарті.
Цього року було представлено 6 нових номінацій, зокрема, Вибір MTV, Найкращий британський-ірландський виконавець, Північної, Центральної та Південної Європи.
Найбільше нагород того вечора здобули Spice Girls та Мадонна, кожна перемігши у двох номінаціях. Мел Cі, відома як Sporty Spice, та Емма Бантон, відома як Baby Spice, отримували нагороди від імені гурту. Отримавши нагороду, Мел Сі крикнула: «Ми знову це зробили». «І великий привіт від двох інших», — додала вона, маючи на увазі Мел Бі і Вікторію Адамс, які через вагітності не змогли відвідати церемонію.

## Номінації
Переможців виділено Жирним.

### Найкраща пісня
- All Saints — «Never Ever[en]»
- Cornershop[en] — «Brimful of Asha[en]»
- Наталі Імбрулія — «Torn[en]»
- Savage Garden — «Truly Madly Deeply[en]»
- Роббі Вільямс — «Angels[en]»

### Найкраще відео
- Aphex Twin — «Come to Daddy[en]»
- Beastie Boys — «Intergalactic[en]»
- Eagle-Eye Cherry[en] — «Save Tonight[en]»
- Garbage — «Push It[en]»
- Massive Attack — «Teardrop»

### Найкращий альбом
- All Saints — All Saints[en]
- Beastie Boys — Hello Nasty[en]
- Мадонна — Ray of Light
- Massive Attack — Mezzanine
- Роббі Вільямс — Life thru a Lens[en]

### Найкраща співачка
- Мерая Кері
- Селін Діон
- Наталі Імбрулія
- Джанет Джексон
- Мадонна

### Найкращий співак
- Eagle-Eye Cherry[en]
- Рікі Мартін
- Puff Daddy
- Вілл Сміт
- Роббі Вільямс

### Найкращий гурт
- All Saints
- Backstreet Boys
- Beastie Boys
- Garbage
- Spice Girls

### Найкращий новий виконавець
- All Saints
- Aqua
- Eagle-Eye Cherry[en]
- Five[en]
- Наталі Імбрулія

### Найкращий поп-виконавець
- Aqua
- Backstreet Boys
- Boyzone
- Five[en]
- Spice Girls

### Найкращий танцювальний проєкт
- Dario G[en]
- Faithless
- Fatboy Slim
- Мадонна
- The Prodigy

### Найкращий рок-виконавець
- Aerosmith
- Garbage
- Marilyn Manson
- Rammstein
- The Smashing Pumpkins

### Найкращий репер
- Busta Rhymes
- Beastie Boys
- Міссі Еліот
- Pras[en]
- Puff Daddy

### Free Your Mind[en]
- B92[en] (радіостанція, що працює в Сербії), «за журналістику та боротьбу за права людини».

Спеціальна нагорода була символічно присуджена B92 за промоцію сербського руху Отпор!. Очільник B92 Веран Матич одягнув сорочку з логотипом руху. Повне повалення Югославії не було успішним до бомбардування Югославії силами НАТО 1999 року та Бульдозерної революції.

## Регіональні номінації
Переможців виділено Жирним.

### Вибір MTV — Велика Британія та Ірландія[en]
- Another Level[en]
- B*Witched[en]
- Біллі
- Five[en] — «When the Lights Go Out»
- Steps[en]

### Вибір MTV — Північна Європа[en]
- Eagle-Eye Cherry[en] — «Falling in Love Again»

### Вибір MTV — Центральна Європа[en]
- Франка Потенте та Thomas D — «Wish»

### Вибір MTV — Південна Європа[en]
- 99 Posse[en]
- Articolo 31[en]
- Bluvertigo[en]
- Ліґабуе
- Vasco Rossi[1]

## Виступи
- Faithless (за участі Саллі Бредшоу[en]) — «God Is a DJ[en]»
- Мадонна — «The Power of Good-Bye[en]»
- Busta Rhymes — «Turn It Up[en] / Gimme Some More[en]»
- Manic Street Preachers — «If You Tolerate This Your Children Will Be Next[en]»
- Aqua — «Turn Back Time[en] / Barbie Girl / Lollipop (Candyman)[en] / Doctor Jones[en]»
- Pras[en] (за участі Destiny's Child та The Product G&B[en]) — «Blue Angels / Ghetto Supastar (That Is What You Are)[en]»
- Five[en] — «Everybody Get Up[en]»
- Rammstein — «Du hast»
- All Saints — «Lady Marmalade[en]»
- R.E.M. — «Daysleeper[en]»
- Роббі Вільямс — «Millennium[en] / Let Me Entertain You[en]»

## Учасники шоу
- Джордж Майкл — оголошення переможця у номінації Найкращий співак
- Донателла Версаче та Алессандро Дель П'єро — оголошення переможця у номінації Найкращий гурт
- Fun Lovin' Criminals[en] — оголошення переможця у номінації Найкращий рок-виконавець
- Ронан Кітінг[en] та Dolce & Gabbana — оголошення переможця у номінації Найкраща співачка
- B*Witched[en] та Ульф Екберг — оголошення переможця у номінації Вибір MTV — Північна Європа[en]
- Eagle-Eye Cherry[en] та Busta Rhymes — оголошення переможця у номінації Найкращий поп-виконавець
- Nek та Саффрон[en] — оголошення переможця у номінації Вибір MTV — Центральна Європа[en]
- Дзуккеро та Ренцо Россо[en] — оголошення переможця у номінації Вибір MTV — Південна Європа[en]
- R.E.M. — оголошення переможця у номінації Free Your Mind[en]
- Жан-Поль Готьє та Giorgio Armani — оголошення переможця у номінації Найкращий новий виконавець
- RZA та Ультра Нейт[en] — оголошення переможця у номінації Найкращий репер
- Наталі Імбрулія та Гевін Россдейл[en] — оголошення переможця у номінації Найкращий танцювальний проєкт
- Cleopatra[en] — оголошення переможця у номінації Вибір MTV — Велика Британія та Ірландія[en]
- Skunk Anansie (Скін і Марк Річардсон[en]) та The Cranberries (Долорес О'Ріордан і Фергал Ловлер) — оголошення переможця у номінації Найкраща пісня
- Сара, герцогиня Йоркська — оголошення переможця у номінації Найкраще відео
- Деймон Алберн та Роналду — оголошення переможця у номінації Найкращий альбом